# 紫金庵罗汉塑像
31°03′41″N 120°22′51″E / 31.06139°N 120.38083°E
紫金庵罗汉塑像位于中国江苏省苏州市吴中区东山镇西卯坞紫金庵内，1951年被列为江苏省文物保护单位，2006年被列为第六批全国重点文物保护单位，现为苏州市吴中太湖旅游区的一部分。
紫金庵始建年代有南朝和唐代二说，现存大殿、净因唐、听松堂、白云居、晴川轩等建筑，均为明清所建。大殿内有三世佛、观音菩萨、十六罗汉、二十诸天、四大天王等塑像五十余尊。十六罗汉据载是南宋雷潮夫妇所作，高约1.13米，姿态各异，表情生动。

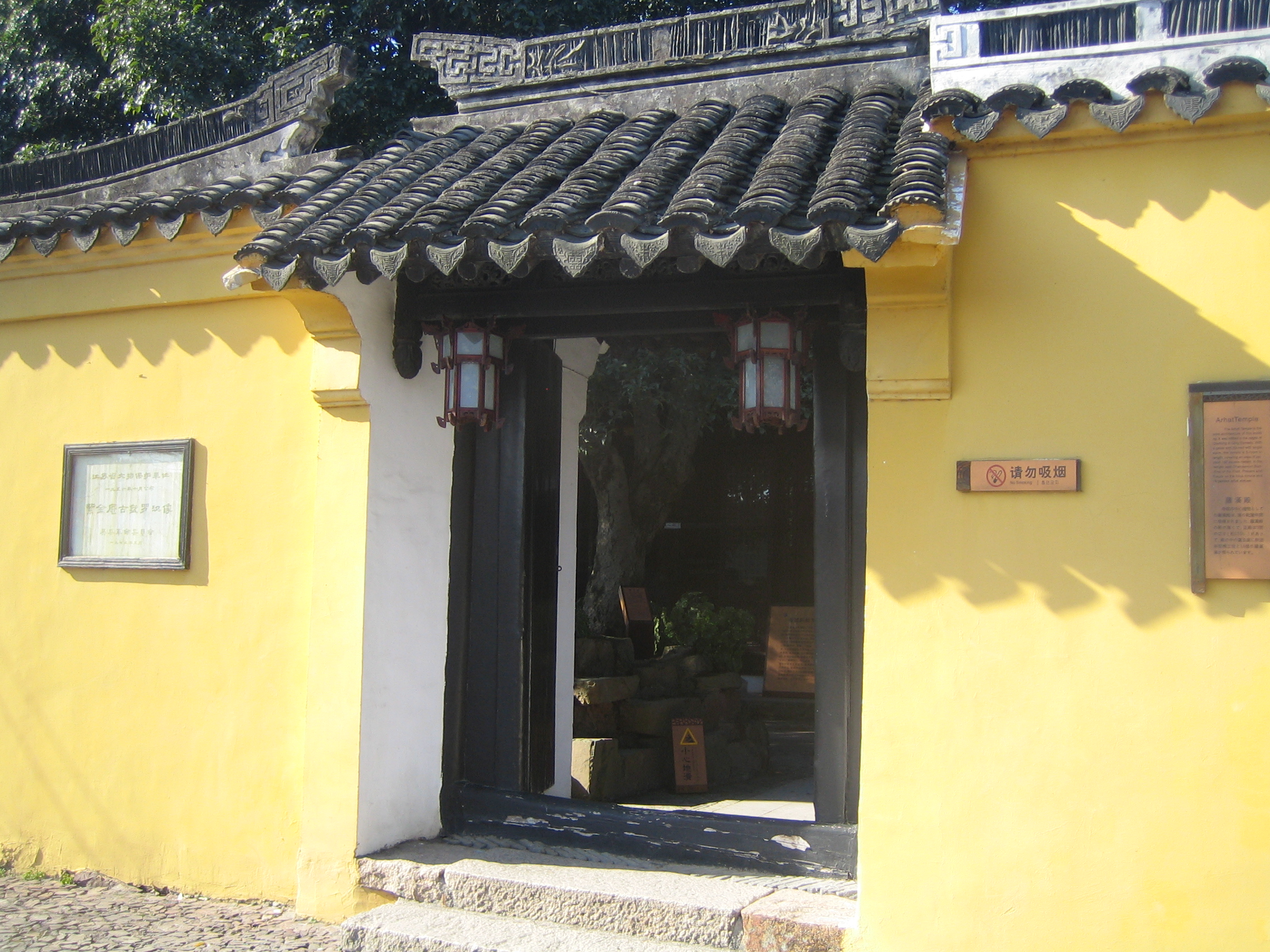
紫金庵塑像大门前
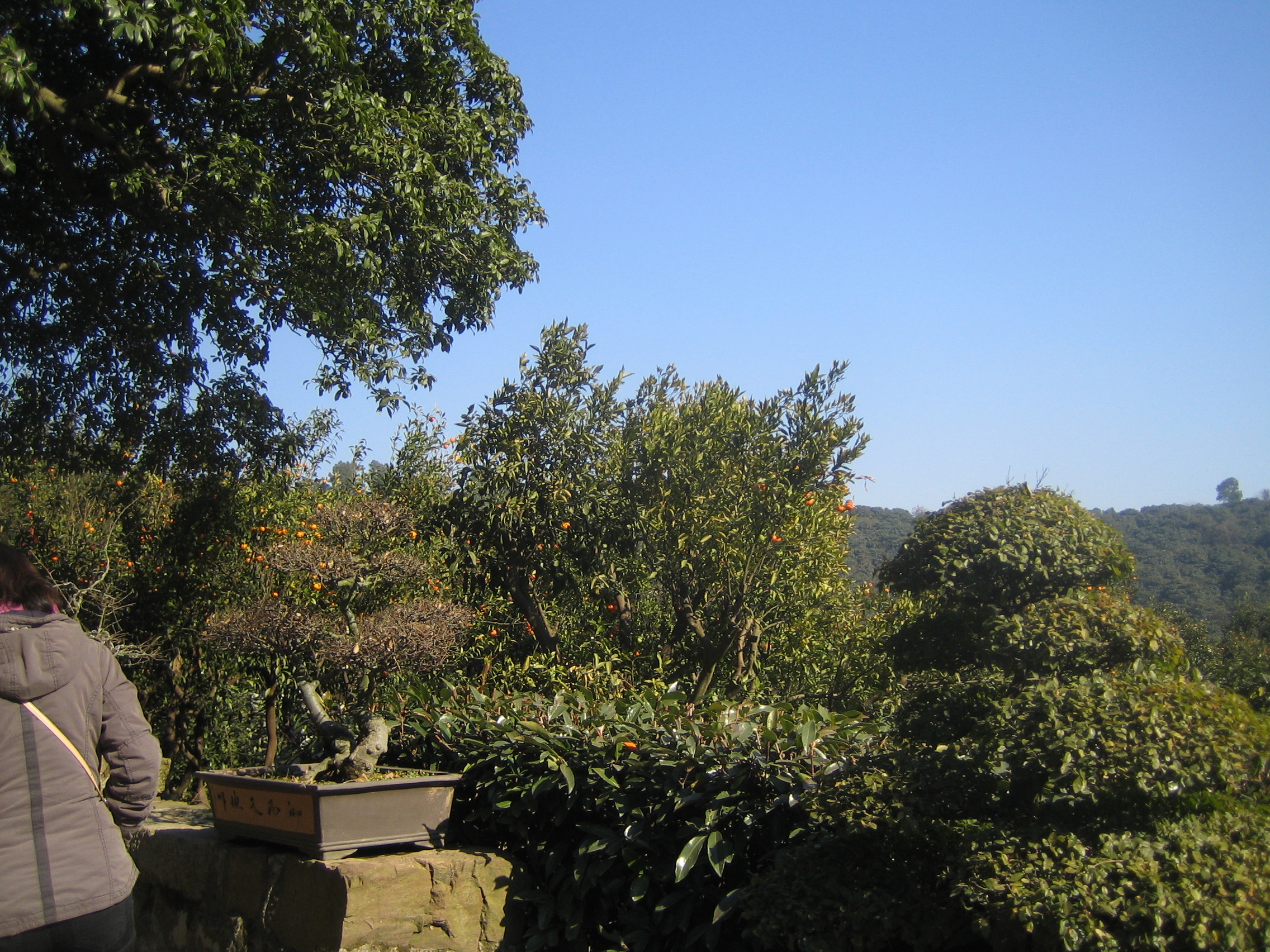
果树
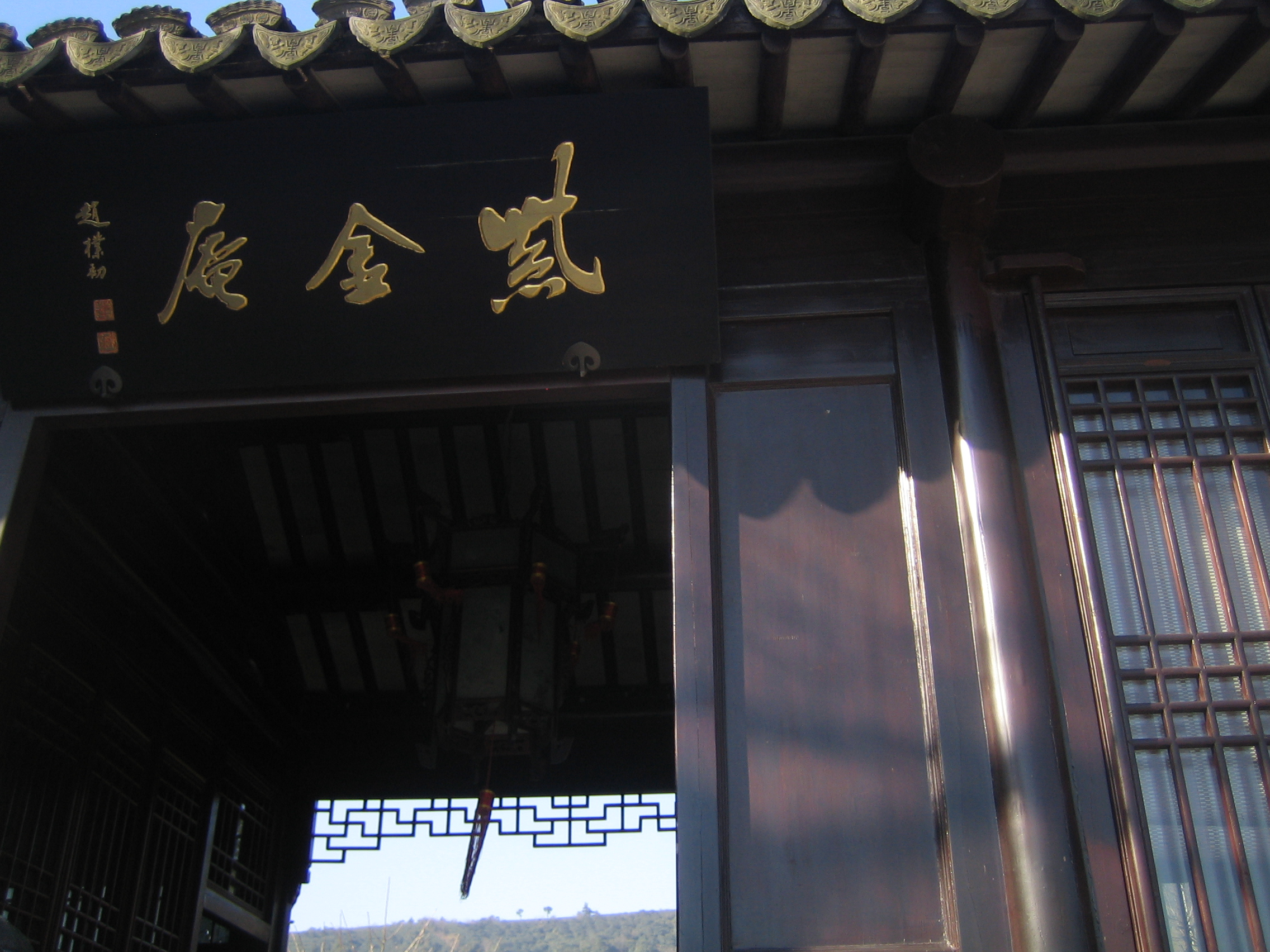
正门的牌匾